# Igino Ugo Tarchetti
Igino Ugo Tarchetti, noto anche come Iginio Ugo Tarchetti, nato Igino Pietro Teodoro Tarchetti (San Salvatore Monferrato, 29 giugno 1839 – Milano, 25 marzo 1869), è stato uno scrittore, giornalista e militare italiano.
Collaborò con le testate Rivista minima, Il giornale per tutti, La settimana illustrata, Il gazzettino rosa, Il pungolo, e tentò di lanciare senza successo un periodico proprio, il Piccolo giornale.

## Biografia

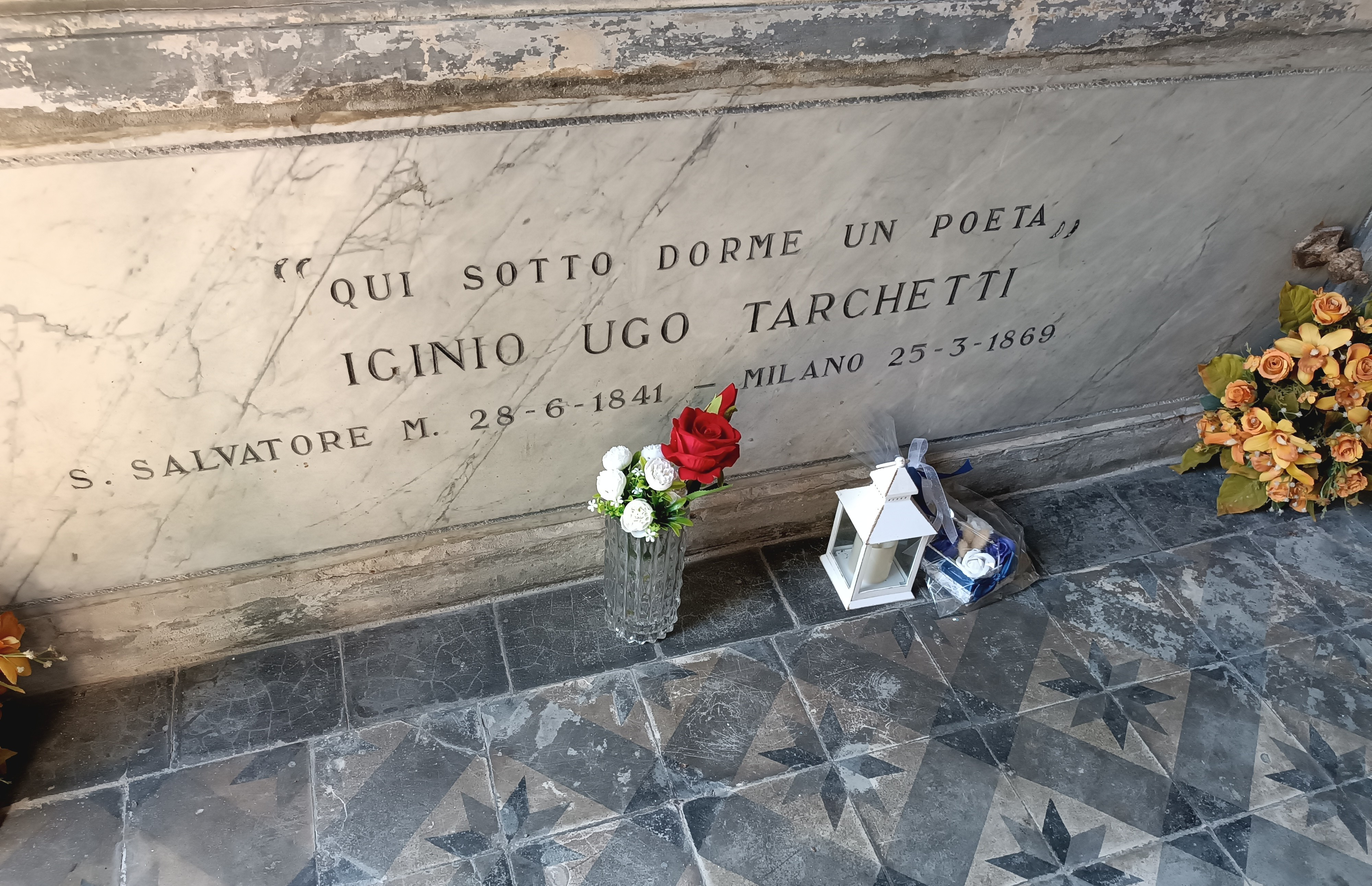
Tomba di Iginio Ugo Tarchetti

Igino Pietro Teodoro Tarchetti (Iginio è il nome con cui si firmava, mentre lo pseudonimo Ugo fu aggiunto a partire dal 1864, in omaggio a Ugo Foscolo) nacque a San Salvatore Monferrato, vicino ad Alessandria, nel 1839. Studiò a Casale e a Valenza, e si arruolò giovane nell'esercito, partecipando a varie campagne per la repressione del brigantaggio nel Sud Italia. Descrizioni delle cronache del suo tempo ci descrivono Tarchetti come un giovane alto all'incirca un metro e ottantaquattro, con volto ovale, il naso diritto, gli occhi azzurri: un bell'uomo, capace di provare e scatenare grandi passioni.
Nel 1863 a Varese intrecciò una relazione sentimentale con Carlotta Ponti, testimoniata da varie lettere del suo epistolario. Trasferitosi a Milano l'anno successivo per motivi di salute, entrò in contatto con gli ambienti della Scapigliatura e strinse fraterna amicizia con Salvatore Farina. In questi anni compose e pubblicò lo scritto teorico Idee minime sul romanzo e il romanzo di scarso successo Paolina (entrambi usciti sulla Rivista minima nel 1865).
Verso il mese di novembre del 1865 Tarchetti, che si trovava a Parma per incarichi militari, conobbe una donna, una certa Carolina (o forse Angiolina), parente di un suo superiore, malata di epilessia e prossima alla morte. Pur non essendo bella, questa suscitò subito un'attrazione da parte dello scrittore, forse per i grandissimi occhi neri e le trecce color ebano. Tarchetti stesso così la descrive: "Quell'infelice mi ama perdutamente… il medico mi disse che morrà fra sei o sette mesi, ciò mi lacera l'anima, vorrei consolarla e non ho il coraggio, vorrei abbellire d'una misera e fuggevole felicità i suoi ultimi giorni e v'ha la natura che mi respinge da lei". La relazione fra i due fu uno scandalo e la donna fu fonte di ispirazione per il personaggio di Fosca nell'omonimo romanzo (1869). 
Nel 1865 Tarchetti abbandonò la vita militare per problemi di salute, trasferendosi definitivamente a Milano. Qui trascorse i suoi ultimi anni, frequentando salotti culturali (come quello della contessa Clara Maffei) e conducendo una frenetica attività letteraria che portò alla pubblicazione di articoli, romanzi, racconti e poesie.
Malato di tisi, morì per una febbre tifoide il 25 marzo del 1869 in casa dell'amico Salvatore Farina, venendo sepolto al Cimitero monumentale di Milano e successivamente trasferito al cimitero di San Salvatore Monferrato. La fine avvenne ben prima di quella della malata Carolina, che – si dice – gli sopravvisse e onorò la scomparsa del poeta il 1º novembre di ogni anno, mandando fiori alla sua lapide.

## Opere
(Fosca, cap. I)

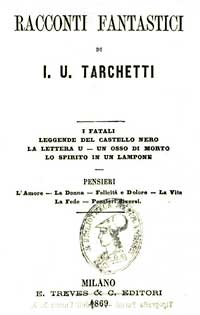
Frontespizio dei Racconti fantastici, 1869

Tarchetti fu uno dei più importanti esponenti della Scapigliatura milanese. Anticonformista e tendente alla malinconia e alle fantasie macabre, ha lasciato diverse opere tra romanzi, racconti e poesie. Si tratta in certi casi di opere di critica sociale, spesso supportanti tesi antimilitariste, altre volte di racconti che presentano un certo gusto per il macabro, l'abnorme e il patologico, frutto in particolare della lettura delle opere di Poe e Hoffmann. Il suo capolavoro è però il romanzo Fosca, pubblicato postumo e terminato dall'amico Salvatore Farina. Dal romanzo, nel 1981, il regista Ettore Scola trasse il film Passione d'amore.

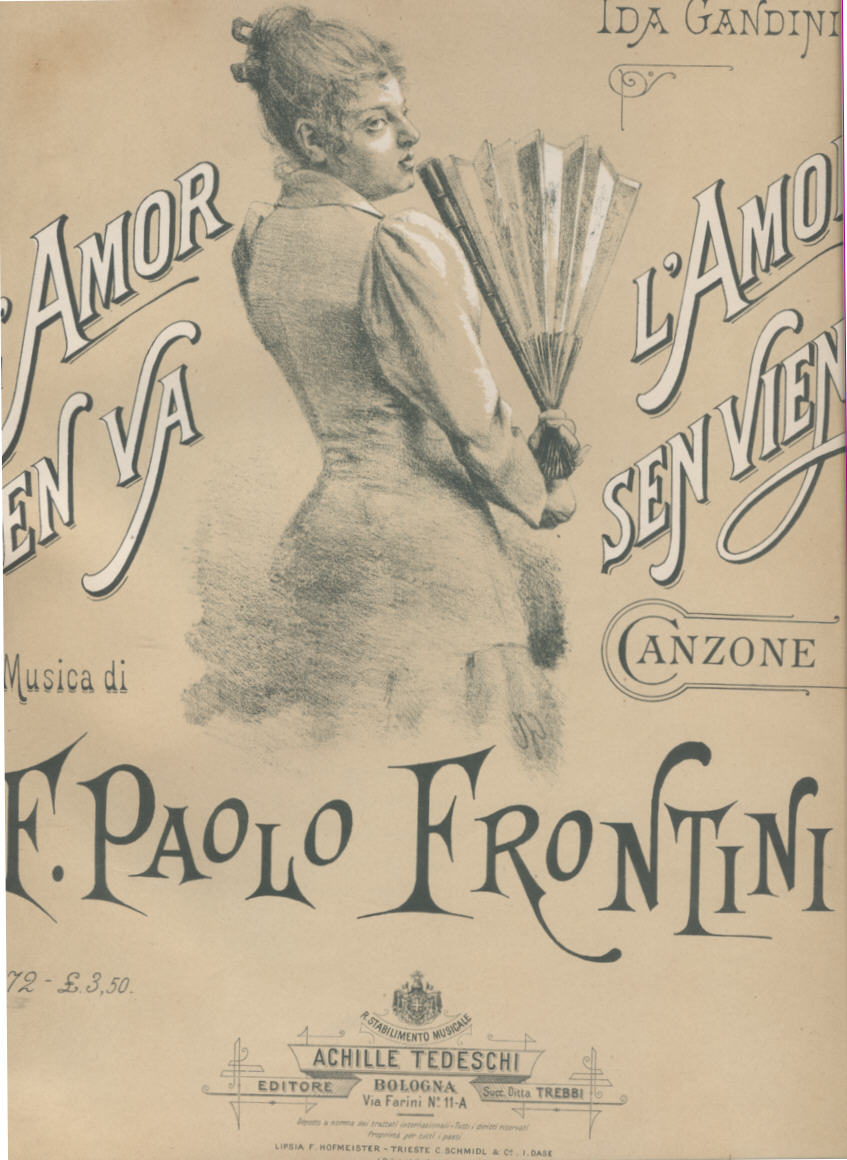
Ed. A Tedeschi XIX, parole di Iginio U. Tarchetti, musica di Francesco Paolo Frontini.

### Romanzi
- Paolina. Mistero del coperto del Figini, romanzo di critica sociale pubblicato sulla Rivista minima dal 30-11-1865 al 31-1-1866, Milano 1867
- Drammi di vita militare, poi pubblicato con il titolo di Una nobile follia, romanzo antimilitarista pubblicato in Il sole dal 12-11-1866 al 27-3-1867, Milano 1869
- Fosca, pubblicato sul Pungolo dal 21-2-1869 al 6-4-1869, poi in volume, Milano 1869 (romanzo incompiuto portato a termine da Salvatore Farina)

### Racconti
- Storia di una gamba, racconto lungo sul tema della morte, Milano 1869
- Amore nell'arte, tre racconti dedicati ai temi dell'arte, della musica e dell'amore, Milano 1869
- L'innamorato della montagna. Impressioni di un viaggio, Milano 1869
- Racconti fantastici, racconti in bilico tra illusione e certezza, fantastico e reale, Milano 1869
- Racconti umoristici, In cerca di morte e Re per ventiquattrore, Milano 1869
- Le leggende del castello nero, racconto breve, a cura di Dafne Munro, Urban Apnea 2015

### Poesie
- Disjecta, raccolta postuma di poesie curata da Domenico Milelli, Bologna 1879 Archiviato l'11 settembre 2017 in Internet Archive., edizione critica, introduzione e commento a cura di Roberto Mosena, Carabba, Lanciano 2017

### Scritti teorici
- Idee minime sul romanzo, pubblicato su Rivista minima del 31-10-1865

### Traduzioni
- L'amico comune (Our mutual friend) di Charles Dickens, Milano 1868 (prima traduzione italiana)
- Fasi della vita o uno sguardo dietro le scene (Phases of life; or a peep behind the scenes) di J.F. Smith, Milano 1869

### Liriche musicate
- L'amor sen va - L'amor sen viene, versi di Iginio U. Tarchetti,[9] musica di Francesco Paolo Frontini, A. Tedeschi;
- Non me lo dir, versi di Iginio U. Tarchetti, musica di Francesco Paolo Frontini, Lucca, 1878.

## Omaggi
- Il poeta e scrittore Emilio Praga compose in suo onore la poesia Sulla tomba di I.U. Tarchetti (1871).

### Opere
- Tutte le opere, a cura di E. Ghidetti, Libreria Scientifica Editrice, Napoli 1968
- Paolina. Misteri del Coperto dei Figini, appendice: Idee minime sul romanzo, Mursia, Milano 1994 ISBN 9788842517009
- Una nobile follia, a cura di R. Carnero, Oscar Mondadori, Milano 2004
- Amore nell'arte, Lindau, Torino 2002
- L'innamorato della montagna, Osanna Edizioni, Venosa 1994; Lindau, Torino 2018
- Fosca, Oscar Mondadori, Milano 2002
- Fosca, introduzione critica di Sarah Tardino, Rusconi Libri, Santarcangelo di Romagna (RN) 2018, ISBN 978-88-18-03313-7
- Disjecta, edizione critica, introduzione e commento a cura di Roberto Mosena, Carabba, Lanciano 2017
- Le Leggende del Castello Nero e Altre Storie, a cura di Luigi Bonaro, Nero Press, Roma 2013, ISBN 978-8898739028

### Saggi critici
- Enrico Ghidetti, Tarchetti e la Scapigliatura lombarda, Napoli, Libreria Scientifica Editrice, 1968.
- Arnaldo Di Benedetto, Il romanzo antimilitarista di I. U. Tarchetti, in Ippolito Nievo e altro Ottocento, Napoli, Liguori, 1996.
- Giovanna Rosa, La narrativa degli scapigliati, Bari, Laterza, 1997.
- Angelo Mangini, La voluttà crudele. Fantastico e malinconia nell'opera di Igino Ugo Tarchetti, Roma, Carocci, 2000.
- Nicoletta Pireddu, “Poe spoetizzato: l'esotismo tarchettiano”, in Fantastico Poe, a cura di R. Cagliero, Verona, Ombre Corte, 2004, pp. 157–176.
- Manuela Mura, Pratiche intertestuali. Influssi inglesi nell'opera di Iginio Ugo Tarchetti, Roma, Bulzoni, 2008.
- Bernardina Moriconi, I "Racconti fantastici" di Igino Ugo Tarchetti, in "In limine", n. 6, 2010, pp. 45–62.
- Claudio Gigante, Il filtro dell'"Ortis" in "Una nobile follia" di Tarchetti, in «L’Ellisse. Studi storici di letteratura italiana», 13/2, 2018, pp. 71-82.